# Саша Здєлар
Саша Здєлар (серб. Saša Zdjelar, нар. 20 березня 1995, Белград) — сербський футболіст, півзахисник російського ЦСКА (Москва) та національної збірної Сербії.
Володар Кубка Росії. 

## Клубна кар'єра
Народився 20 березня 1995 року в Белграді. Вихованець футбольної школи клубу ОФК (Белград). Дорослу футбольну кар'єру розпочав 2012 року в основній команді того ж клубу. 
У вересні 2013 року перейшов до грецького «Олімпіакоса», утім продовжив виступи за ОФК на правах оренди. За нову команду дебютував лише по ходу сезону 2015/16. За результатами сезону пірейський клуб здобув титул чемпіонів Греції, проте внесок серба у цей тріумф був незначним. 
Частину 2017 року відіграв в Іспанії на правах оренди у складі «Мальорки», після чого повернувся до «Олімпіакоса», де знов таки пробитися до основного складу не зумів.
Влітку 2018 року повернувся на батьківщину, уклавши контракт зі столичним «Партизаном», у складі якого провів наступні чотири роки своєї кар'єри гравця.  Більшість часу, проведеного у складі «Партизана», був основним гравцем команди.
У липні 2022 року уклав трирічний контракт із російським ЦСКА (Москва). Допоміг команді Кубок Росії у розіграші 2022/23 років.

## Виступи за збірні
У 2013–2015 роках грав у складі юнацької збірної Сербії (U-19), загалом на юнацькому рівні взяв участь у 15 іграх.
2016 року дебютував в офіційних матчах у складі національної збірної Сербії, відтоді викликався до її лав нерегулярно.
| Дата       | Місто     | Господарі | Результат | Гості   | Турнір                               | Голи | Примітки |
| ---------- | --------- | --------- | --------- | ------- | ------------------------------------ | ---- | -------- |
| 31-5-2016  | Новий Сад | Сербія    | 3 – 1     | Ізраїль | товариський матч                     | -    | 45' 46'  |
| 5-6-2016   | Монако    | Сербія    | 1 – 1     | Росія   | товариський матч                     | -    | 90+3'    |
| 18-11-2020 | Белград   | Сербія    | 5 – 0     | Росія   | Ліга націй УЄФА 2020-2021 - 1-й етап | -    | 90'      |
| 21-3-2024  | Москва    | Росія     | 4 – 0     | Сербія  | товариський матч                     | -    | 57'      |
| 25-3-2024  | Ларнака   | Кіпр      | 0 – 1     | Сербія  | товариський матч                     | -    | 76'      |
| Усього     |           | Матчів    | 5         |         | Голів                                | 0    |          |

## Титули і досягнення
- Чемпіон Греції (1):

«Олімпіакос»: 2015-2016
- Володар Кубка Росії (1):

ЦСКА (Москва): 2022-2023